# Тор: Любовь и гром
«Тор: Любо́вь и гром» (англ. Thor: Love and Thunder) — американский супергеройский фильм, основанный на персонаже комиксов Marvel Торе. Создан Marvel Studios и распространяется Walt Disney Studios Motion Pictures. Прямое продолжение фильма «Тор: Рагнарёк» (2017) и 29-я по счёту кинокартина в медиафраншизе «Кинематографическая вселенная Marvel» (КВМ). Режиссёром и автором сценария выступил Тайка Вайтити. Крис Хемсворт исполнил роль Тора; также в фильме сыграли Кристиан Бейл, Тесса Томпсон, Джейми Александр, Тайка Вайтити, Рассел Кроу и Натали Портман. По сюжету Тор объединяется с Валькирией (Томпсон), Коргом (Вайтити) и Джейн Фостер (Портман), ставшей Могучим Тором, чтобы помешать Горру Убийце богов (Бейл) уничтожить всех богов.
Хемсворт и Вайтити начали подбирать идеи для фильма в январе 2018 года. Название картины и актёрский состав были объявлены в июле 2019 года: к работе над продолжением вернулись Хемсворт, Вайтити, Томпсон, а также Портман, отсутствовавшая в «Рагнарёке». Вайтити решил выделить «Любовь и гром» на фоне триквела, совместив элементы романтики и приключения в стиле 1980-х годов. Режиссёр адаптировал элементы комикса «Могучий Тор» от Джейсона Аарона, в котором героиня Портман, Джейн Фостер, принимает мантию и силы Тора после перенесённого рака. В феврале 2020 года Дженнифер Кейтин Робинсон стала соавтором сюжета фильма; позже были раскрыты детали кастинга и подтверждено участие команды Стражей Галактики. Производство должно было стартовать осенью 2020 года, но было отложено из-за пандемии коронавируса. Съёмки начались в конце января 2021 года в австралийском Сиднее и завершились в начале июня.
Мировая премьера «Тор: Любовь и гром» состоялась 23 июня 2022 года в театре «Эль-Капитан» в Голливуде. Картина вышла в прокат в США 8 июля и стала частью Четвёртой фазы КВМ. В России лента должна была выйти 7 июля, однако премьера была перенесена на неопределённый срок; несмотря на это, в ряде стран СНГ фильм вышел с официальным русским дубляжом. На Disney+ картина вышла 8 сентября 2022 года. Фильм получил похвалу за беззаботный тон и актёрскую игру Бейла и Портман, хотя сценарий и тональный дисбаланс подверглись критике. В мировом прокате фильм собрал более $760,9 млн, став 8-м самым кассовым проектом 2022 года.

## Сюжет
Инопланетянин Горр после смерти своей дочери Любви и бесчисленных просьб к своему богу Рапу находит того и разочаровывается. Некромеч, оружие, способное убивать богов, призывает Горра, и тот убивает Рапу и клянётся истребить всех богов.
Тор и Корг некоторое время путешествуют со Стражами Галактики, но их пути расходятся после того, как Тор получает сигнал бедствия от Сиф. Тор и Корг прибывают на снежную планету, где раненая Сиф предупреждает Тора о Горре и о том, что следующей его целью станет Новый Асгард, который процветает под властью Валькирии. Доктор Джейн Фостер, бывшая девушка Тора, борется с раком и в поисках лечения прибывает в Новый Асгард, где осколки Мьёльнира, старого молота Тора, собираются воедино и наделяют Джейн силами Тора. Сам Тор прибывает в Новый Асгард и с удивлением видит Джейн, сражающуюся Мьёльниром с теневыми монстрами Горра. Тору, Коргу, Валькирии и Джейн почти удаётся остановить Горра, но тот похищает детей Нового Асгарда и сбегает.
Герои отправляются во Всемогущий город, чтобы предупредить других богов об опасности и попросить о помощи. Зевс, царь Олимпийцев, отказывает в помощи и пленяет Тора, что заставляет героев сражаться с воинами Зевса. Бог Олимпийцев убивает Корга своей молнией, которой позже Тор в гневе пронзает самого Зевса; Валькирия крадёт эту молнию во время побега. Коргу удаётся выжить, но от него остаётся только лицо. Затем герои отправляются в Царство теней Горра, чтобы спасти детей. Однако всё это оказалось лишь уловкой Горра, который намеревается с помощью Громсекиры открыть Радужный мост и войти во Врата Вечности, где он сможет исполнить своё желание по истреблению всех богов. Горру удаётся одолеть героев, забрать Громсекиру и ранить Джейн и Валькирию.
На Земле выясняется, что при каждом использовании Мьёльнир забирает жизненные силы Джейн, и следующий раз может стать последним. Поэтому Тор решает отправиться в Храм Вечности в одиночку с помощью молнии Зевса. Горр использует Громсекиру для открытия Врат Вечности. Прибывший Тор решает наделить похищенных детей Асгарда и их оружие своими силами, что позволяет им сражаться вместе с ним. Джейн всё же рискует вновь использовать Мьёльнир и уничтожает Некромеч Горра. Однако тому удаётся войти во Врата Вечности. Признав поражение, Тор убеждает Горра, что всё это время тот желал от Вечности лишь одного — не истребить богов, а вернуть к жизни свою дочь Любовь. Джейн больше не в силах бороться с раком и умирает на руках Тора. Вечность исполняет желание Горра и воскрешает Любовь. Перед смертью от воздействия Некромеча Горр просит Тора позаботиться о Любви. Дети с помощью Громсекиры возвращаются в Новый Асгард, где Валькирия и Сиф начинают их тренировать. Между тем, Тор, снова владеющий Мьёльниром, отправляется в новые приключения вместе с Любовью, которая теперь владеет Громсекирой.
В первой сцене после титров во Всемогущем городе раненый Зевс просит своего сына Геракла убить Тора. Во второй сцене после титров Джейн попадает к вратам Вальхаллы, где её приветствует Хеймдалл.

## Актёрский состав

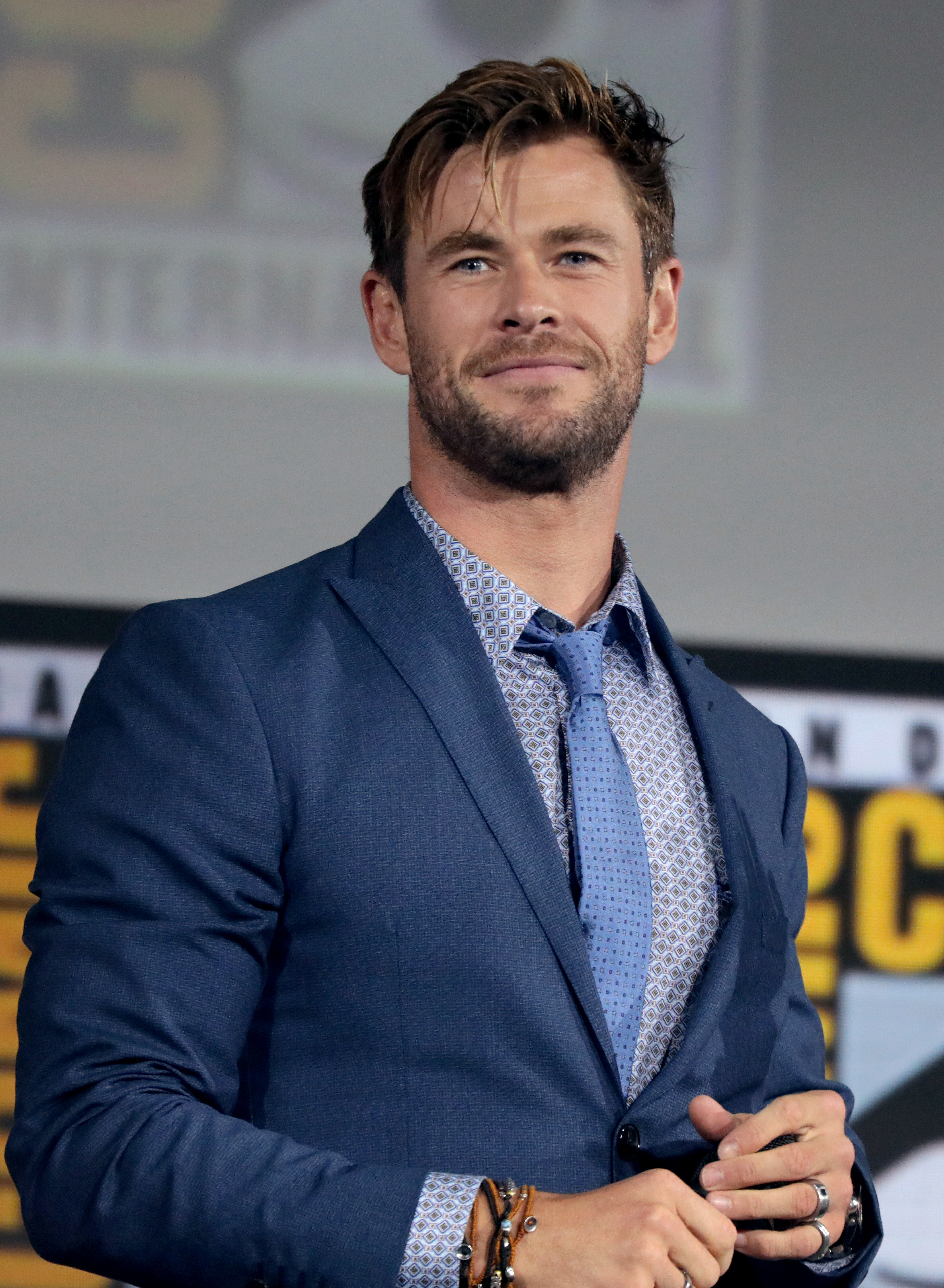
Крис Хемсворт
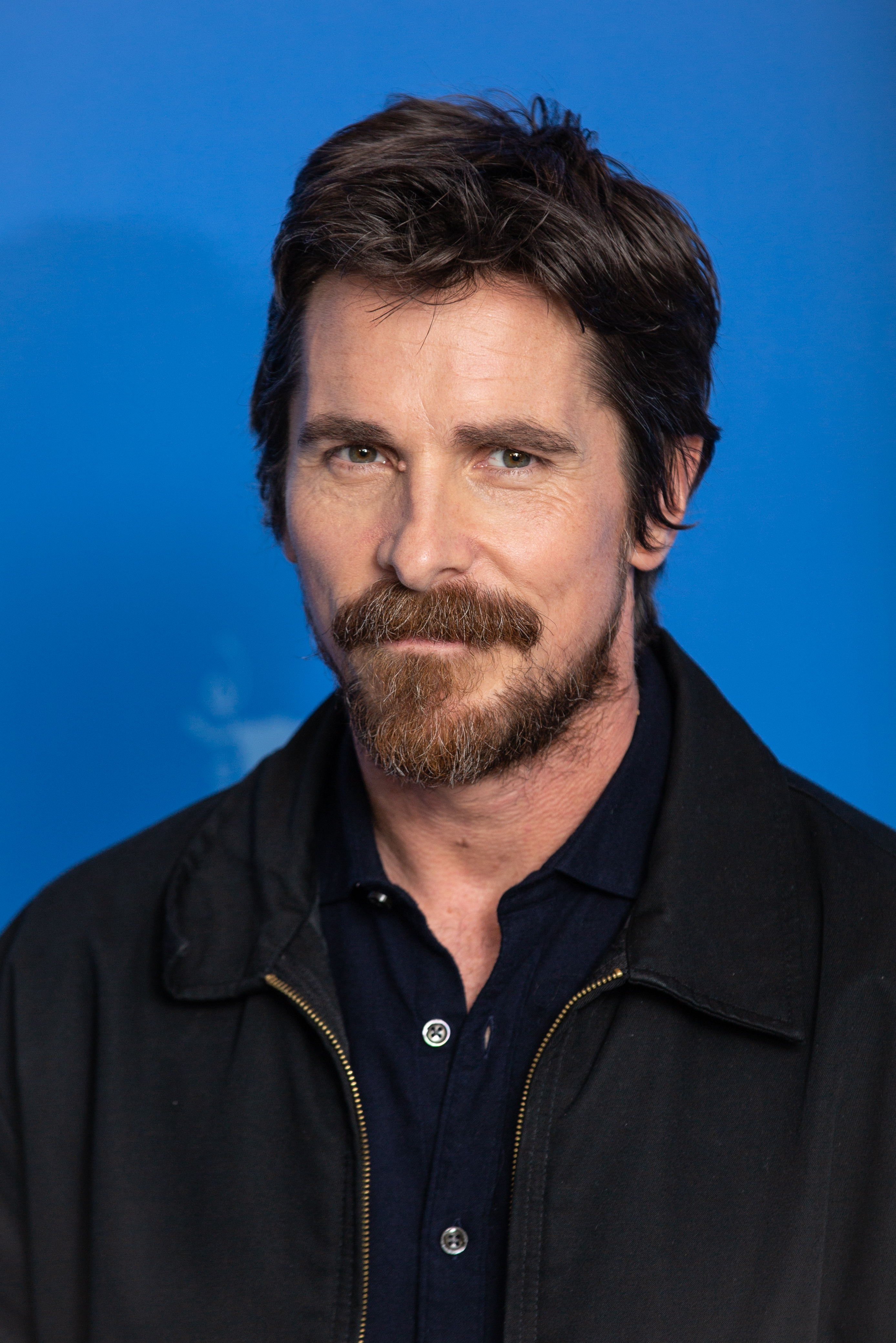
Кристиан Бейл
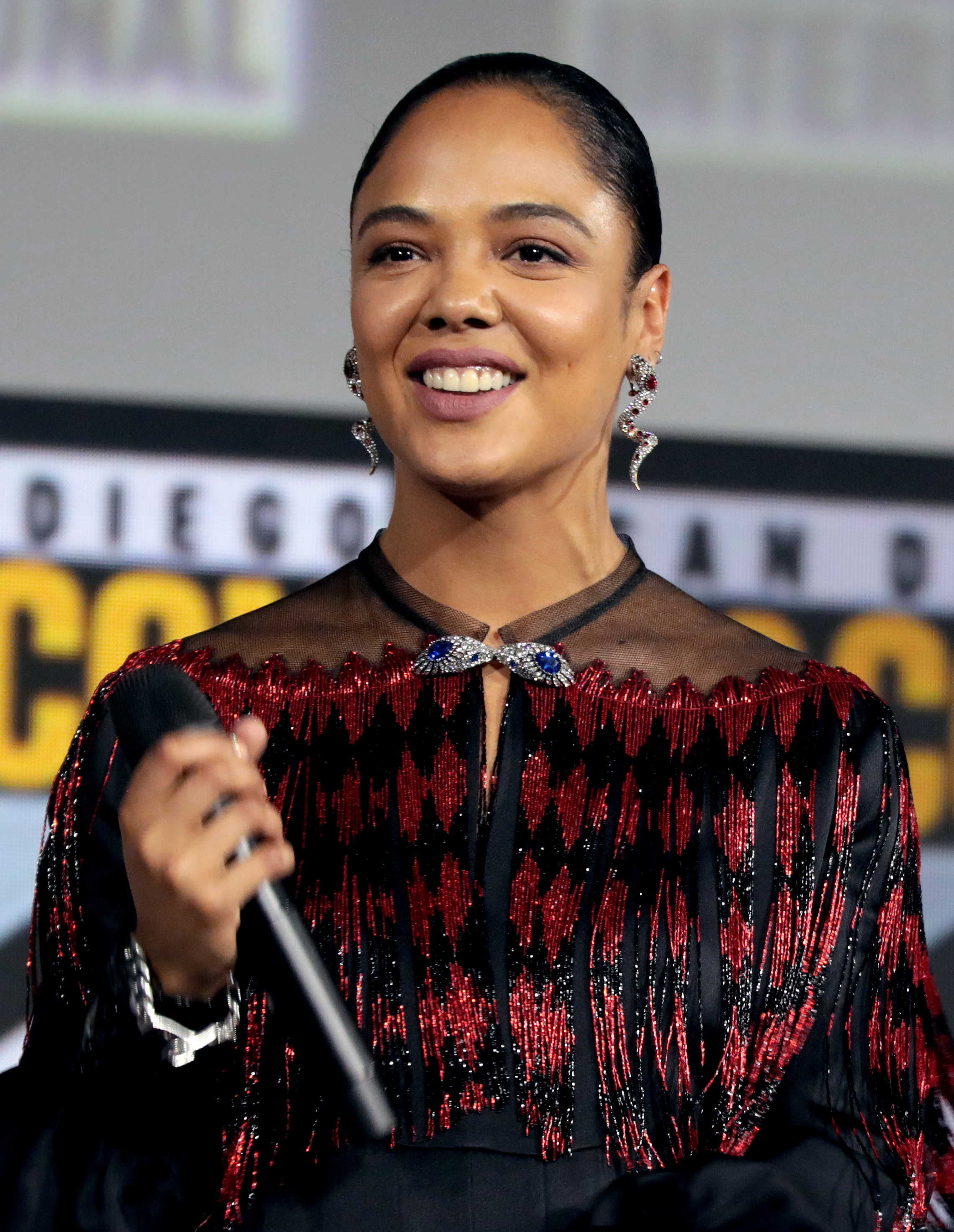
Тесса Томпсон
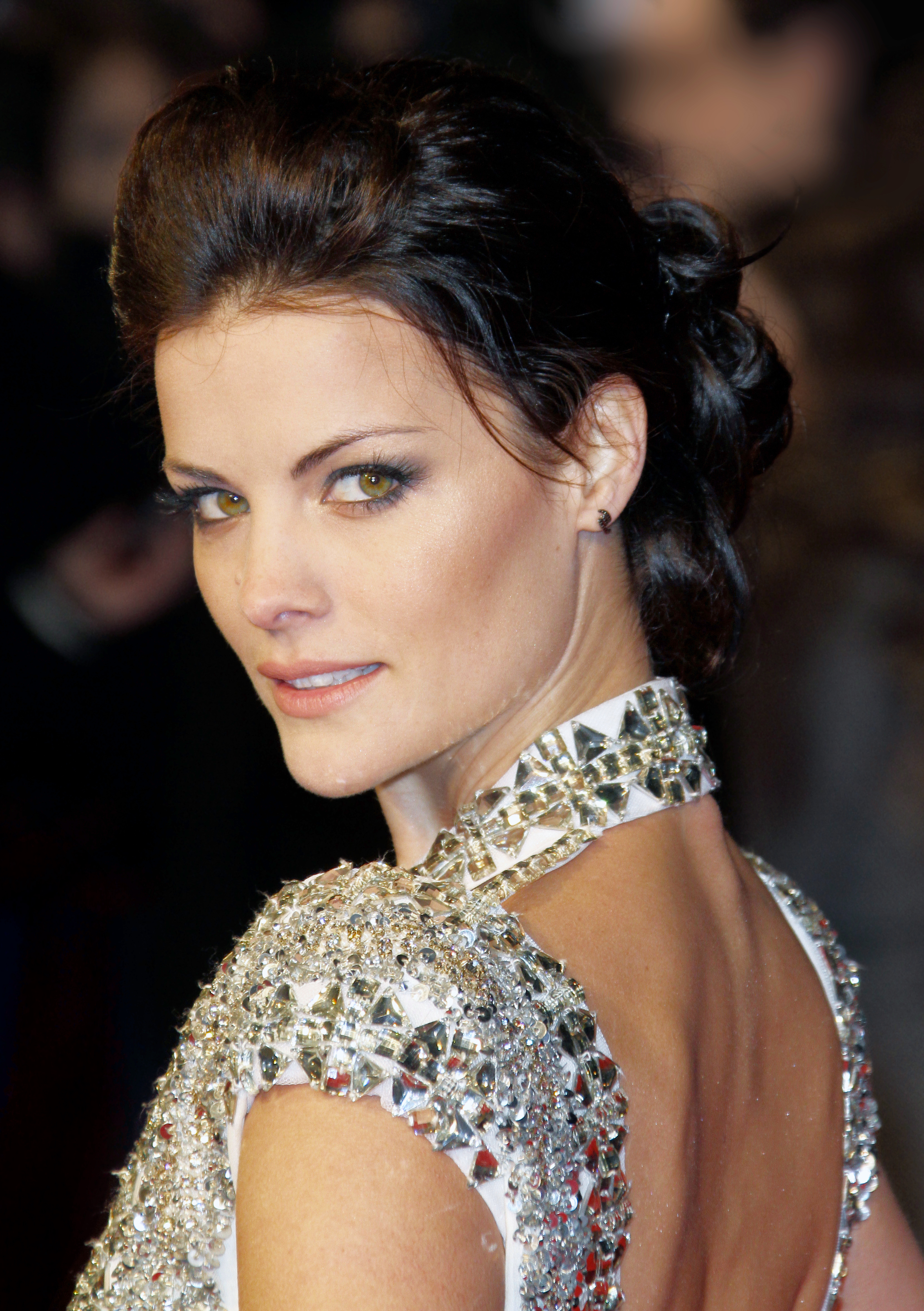
Джейми Александер
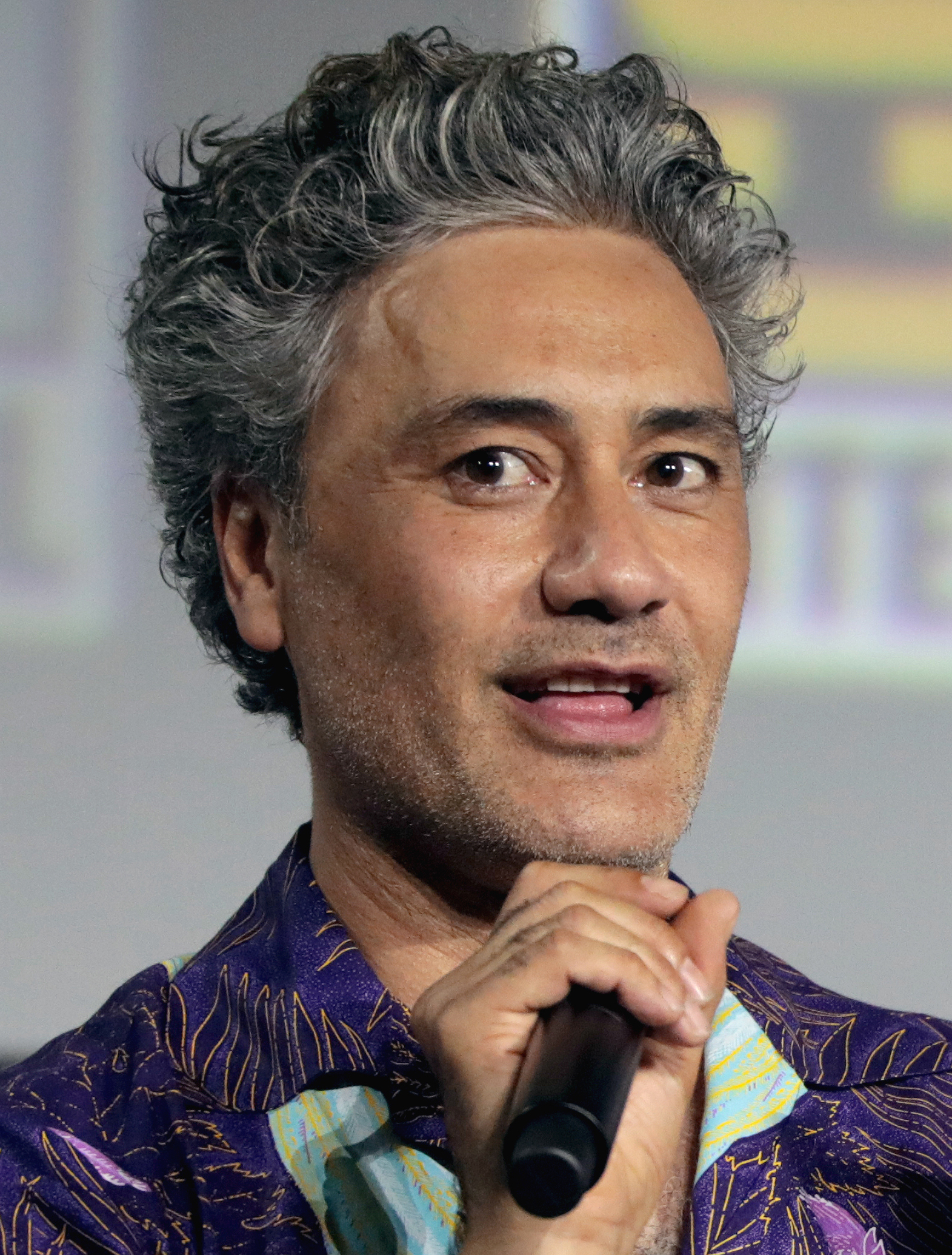
Тайка Вайтити
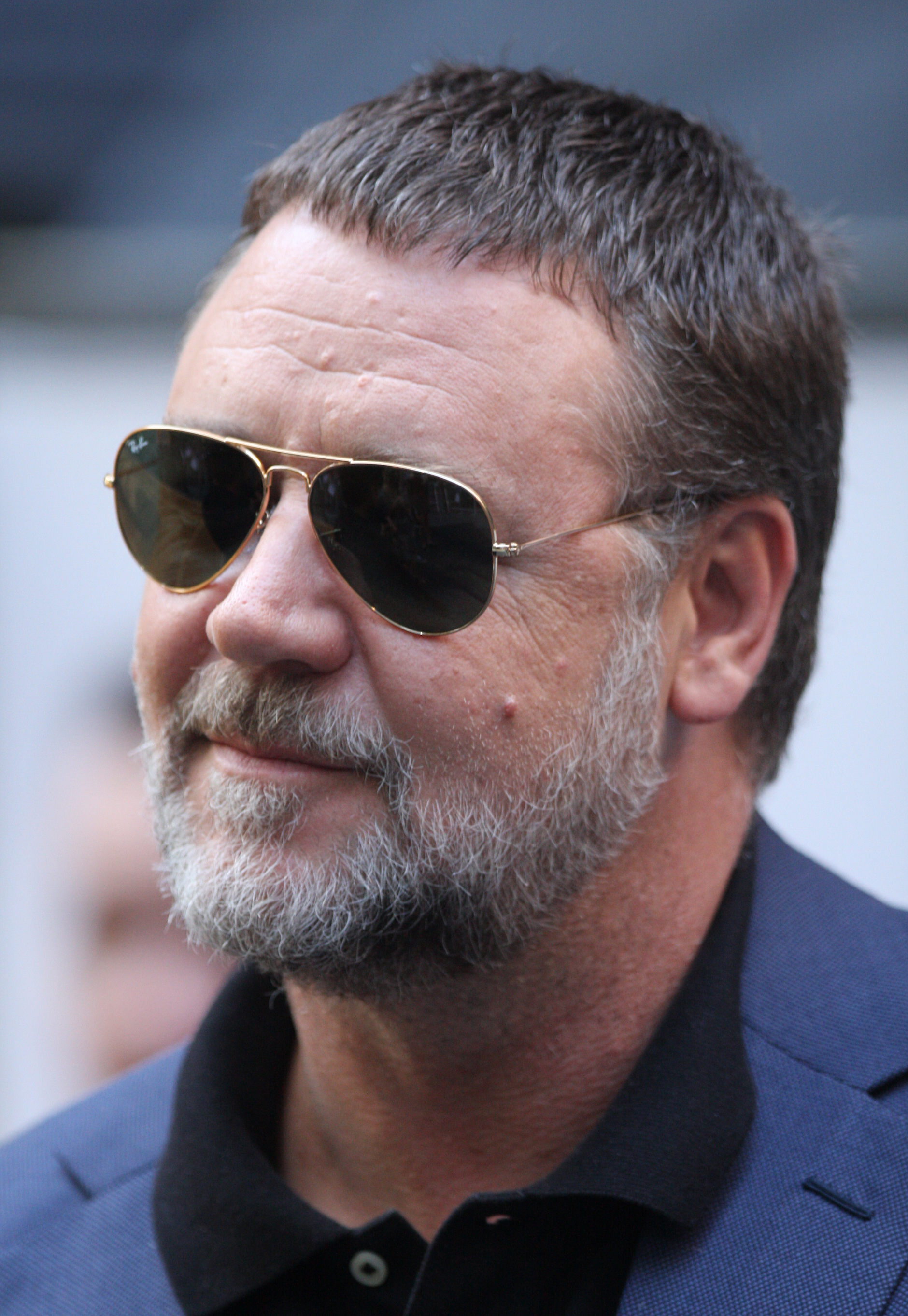
Рассел Кроу
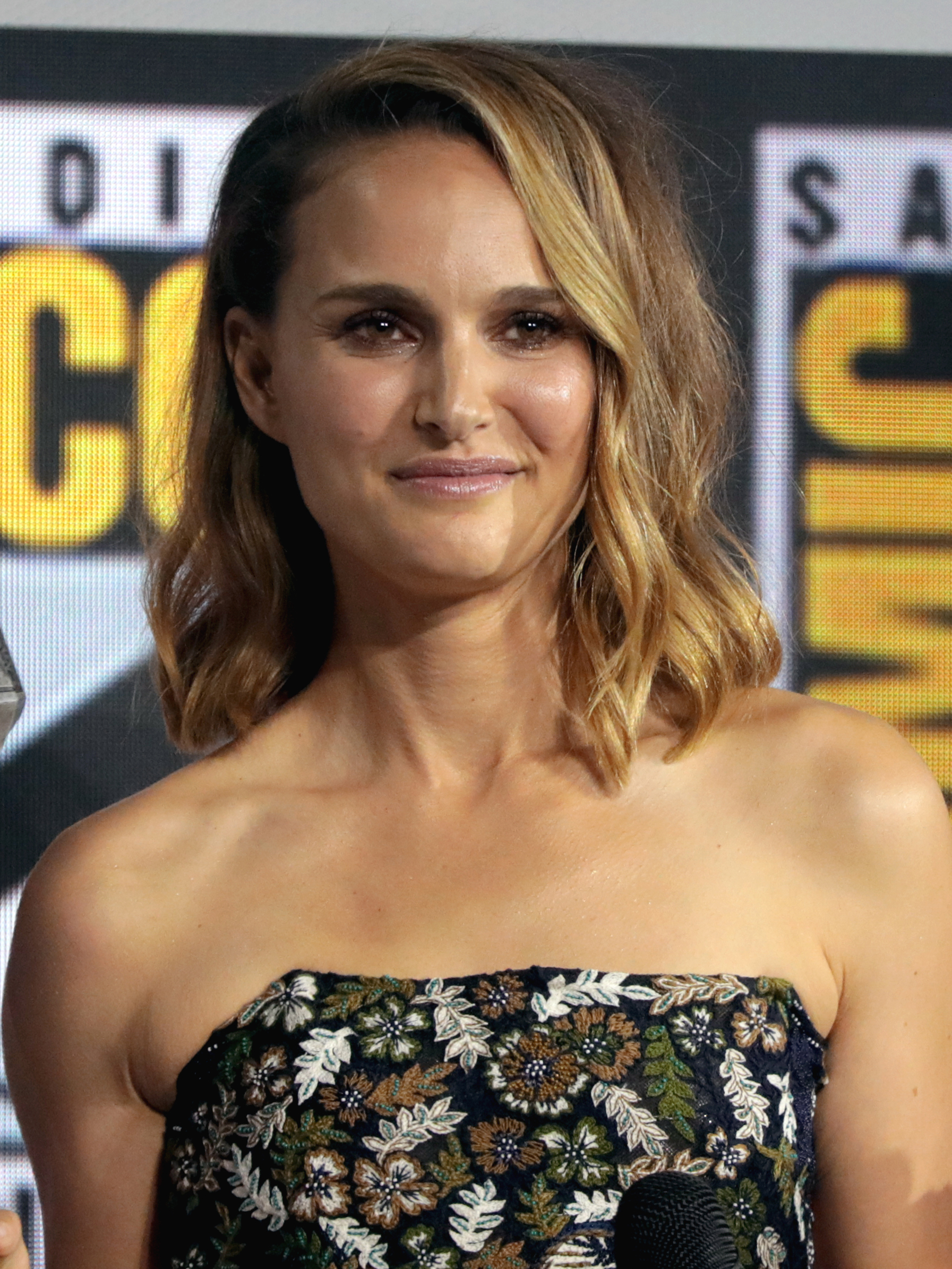
Натали Портман

- Крис Хемсворт — Тор:
Мститель и бывший король Асгарда (персонаж основан на одноимённом божестве из скандинавской мифологии)[6]. Режиссёр Тайка Вайтити отметил, что Тор в фильме переживает кризис среднего возраста, поскольку тот «просто пытается понять своё предназначение, старается выяснить, кто он такой и почему он герой или должен ли он вообще быть героем»[7]. Сыновья Хемсворта Саша и Тристан сыграли Тора в детстве[8].
- Кристиан Бейл — Горр Убийца богов:
Покрытый шрамами галактический убийца, стремящийся уничтожить богов и владеющий «странным и ужасающим» мечом[9][10]. Вайтити описал Горра как «очень грозного» и достаточно глубокого персонажа[11]. Бейл назвал персонажа «своего рода данью уважения Носферату» и вдохновлялся клипом «Come to Daddy» Aphex Twin[12]. Вайтити изменил внешние черты Горра в фильме, поскольку в комиксах его внешний вид напоминал Волан-де-Морта из серии фильмов «Гарри Поттер»[13].
- Тесса Томпсон — Валькирия:
Королева Нового Асгарда (героиня основана на мифологической героине Брюнхильде)[6][9]. Томпсон и глава Marvel Studios Кевин Файги раскрыли, что бисексуальность Валькирии будет рассмотрена в фильме[14]. Вайтити отметил, что вне поля боя Валькирии пришлось приспосабливаться к таким бюрократическим аспектам, как управление инфраструктурой и экономикой Нового Асгарда и приём делегатов из других стран[11].
- Джейми Александер — Сиф: Асгардская воительница и подруга детства Тора (героиня основана на одноимённом божестве)[15].
- Тайка Вайтити — Корг: Кронанский гладиатор, который подружился с Тором[16]. Вайтити также озвучивает Кронанского бога Нинни из Нонни[17].
- Рассел Кроу — Зевс: Царь Олимпийцев (персонаж основан на одноимённом божестве из древнегреческой мифологии)[18]. При исполнении роли Кроу хотел говорить с греческим акцентом, однако Вайтити показалось, что это будет звучать «слишком глупо», поэтому он решил, что Кроу должен разговаривать как с греческим, так и с британским акцентом. В конце концов Вайтити пошёл на уступки и позволил Кроу разговаривать с греческим акцентом в фильме[19].
- Натали Портман — Джейн Фостер / Могучий Тор:
Астрофизик и бывшая девушка Тора, которая проходит курс лечения от рака, становясь супергероиней Могучим Тором и приобретая способности, аналогичные способностям Тора, когда ей достаётся восстановленная версия молота Мьёльнира[6][9][20]. Портман, которая не появилась в предыдущем фильме франшизы, «Тор: Рагнарёк» (2017), согласилась вернуться после личной встречи с Вайтити[21]. Режиссёр отметил, что Тору придётся привыкнуть к возвращению Джейн в его жизнь после восьмилетнего отсутствия, поскольку все эти годы у неё была своя жизнь. Вайтити добавил, что появление Фостер в похожем костюме станет для бога грома «чертовски ошеломляющим»[22].

Кроме того, в фильме появляется команда Стражей Галактики: Крис Прэтт, Пом Клементьефф, Дэйв Батиста, Карен Гиллан, Вин Дизель, Брэдли Купер и Шон Ганн в ролях Питера Квилла / Звёздного Лорда, Мантис, Дракса Разрушителя, Небулы, Грута, Ракеты и Краглина Обфонтери соответственно. Мэтт Деймон, Сэм Нилл и Люк Хемсворт снова играют асгардских актёров, исполнявших в театральной постановке соответственно роли Локи, Одина и Тора в фильме «Тор: Рагнарёк»; при этом, Мелисса Маккарти играет актрису, исполняющую роль Хелы; её муж Бен Фальконе сыграл режиссёра асгардской постановки. Стивен Мёрдок озвучил роль Мика. Кэт Деннингс и Стеллан Скарсгард повторяют свои роли коллег Фостер Дарси Льюис и Эрика Селвига соответственно, Идрис Эльба исполняет роль Хеймдалла во второй сцене после титров, а Дэйли Пирсон повторяет свою роль Дэррила из короткометражного фильма «Команда Тора», ныне экскурсовода в Новом Асгарде. В начале фильма были использованы архивные кадры с Томом Хиддлстоном в роли Локи, Энтони Хопкинсом в роли Одина, Рене Руссо в роли Фригги, Рэем Стивенсоном в роли Вольштагга, Таданобу Асано в роли Огуна и Закари Ливаем в роли Фандрала из предыдущих двух фильмов о Торе. Чаник Грейлинг исполняет роль юной Фригги во флешбэках.
Саймон Расселл Бил исполняет роль олимпийского бога Диониса, Джонатан Бруг, сыгравший Дикона в фильме Вайтити «Реальные упыри» (2014), — бога Рапу, первой жертвы Горра, Акосия Сабет — богини Баст, Куни Хасимото — японского бога Дзядемурая, а Кармен Фун — римской богини Минервы. Стивен Карри исполнил роль Якана, правителя планеты Индигарр, Киерон Л. Дайер — Акселя, сына Хеймдалла, дочь Хемсворта, Индия, — Любови, дочери Горра, его жена Эльса Патаки — волчицы, одной из бывших возлюбленных Тора, а дети Бейла, Портман и Вайтити — детей Нового Асгарда. Актриса и певица Индиана Эванс исполняет роль Зевсетты, а певица Дженни Моррис сыграла жительницу Нового Асгарда. В первой сцене после титров Бретт Голдстин появляется с камео Геракла.
Джефф Голдблюм и Питер Динклэйдж должны были вновь исполнить роли Грандмастера из фильма «Тор: Рагнарёк» и Эйтри из ленты «Мстители: Война бесконечности» (2018), но сцены с ними были вырезаны из финальной версии фильма, так же как и появление Лины Хиди.

## Производство

### Разработка
Вскоре после выхода третьего фильма о Торе, «Тор: Рагнарёк», в ноябре 2017 года его режиссёр Тайка Вайтити и руководители Marvel Studios начали обсуждать идеи нового фильма, который был запущен в работу после успеха «Рагнарёка». Актёр Крис Хемсворт сообщил в январе 2018 года, что заинтересован вновь сыграть Тора, несмотря на то, что его контракт со студией Marvel закончился после фильма «Мстители: Финал» (2019). Тем временем Хемсворт и Вайтити вместе начали обсуждать идеи для потенциального четвёртого фильма, и в следующем месяце Хемсворт сказал, что он бы подумал вернуться к роли, если ему предложат «ещё один отличный сценарий». В апреле 2019 года Тесса Томпсон, которая исполняет роль Валькирии в фильмах Кинематографической вселенной Marvel (КВМ), заявила, что, по её мнению, на питчинге была объявлена идея для сиквела «Рагнарёка», и она включала возвращение Вайтити. Хемсворт заявил, что он будет продолжать Тора столько, сколько сможет, сказав, что Вайтити возродил в нём интерес к этой роли после того, как он был истощён и не в восторге от неё до того, как был сделан «Рагнарёк».
В июле 2019 года Вайтити официально подписал контракт об участии в качестве сценариста и режиссёра четвёртого «Тора» и ожидалось, что Хемсворт вновь исполнит свою роль. Вайтити не хотел повторять то, что было сделано в «Рагнарёке», а вместо этого собирался сделать «что-то, что было бы интересно мне самому, чтобы гореть этой идеей и убедиться, что я испытываю творческий стимул». Позднее в том же месяце на San Diego Comic-Con президент Marvel Studios Кевин Файги официально объявил фильм «Тор: Любовь и гром» с датой выхода 5 ноября 2021 года. Также было подтверждено, Хемсворт и Томпсон вернутся к своим ролям вместе с Натали Портман, которая исполняла роль Джейн Фостер в фильмах «Тор» (2011) и «Тор 2: Царство тьмы» (2013). Портман согласилась вернуться во франшизу после одной встречи с режиссёром, во время которой он заинтересовал её, предложив ей сыграть персонажа по-другому, по-новому, получив «право быть смелой и весёлой». Томпсон и Файги заявили, что бисексуальность Валькирии будет рассмотрена в фильме, что ретроактивно сделает её первым ЛГБТК-супергероем от Marvel Studios. Один из руководителей Marvel Studios Брэд Уиндербаум выступает продюсером фильма вместе с Файги; Хемсворт, ставший одним из исполнительных продюсеров ленты, получил гонорар в $20 млн после $15 млн за появления в «Рагнарёке», «Войне бесконечности» и «Финале».
В конце июля 2019 года министр по делам искусств австралийского штата Новый Южный Уэльс Дон Харвин объявил, что съёмки картины «Тор: Любовь и гром» пройдут в павильонах киностудии Fox Studios Australia в Сиднее параллельно со съёмками картины «Шан-Чи и легенда десяти колец» (2021), а работа над «Любовью и громом» начнётся в марте 2020 года, а не в августе 2020 года, как изначально планировалось. Производство должно было получить субсидии в размере 24 млн австралийских долларов (17 млн долларов США) от правительств Австралии и Нового Южного Уэльса. Вице-президент Marvel Studios Дэвид Грант сказал, что параллельные съёмки двух фильмов обеспечат постоянную занятость для местных съёмочных групп, и ожидалось, что «Любовь и гром» принесёт местной экономике 178 млн австралийских долларов (127 млн долларов США). Грант добавил, что студия будет работать с «местными учебными заведениями в создании возможностей для стажировки». В августе 2019 года Джефф Голдблюм сказал, что есть шанс вновь исполнить роль Грандмастера из «Рагнарёка» в сиквеле, и что он снова хочет поработать с Вайтити. В октябре Вайтити подтвердил, что вернётся к роли Корга из «Рагнарёка» и «Финала» в «Любви и громе».
В январе 2020 года Кристиан Бейл начал переговоры и присоединении к актёрскому составу, и также ожидалось, что подготовка к съёмкам начнётся в апреле. Месяц спустя Томпсон подтвердила, что Бейлу досталась роль злодея, в то время как Вин Дизель, озвучивающий Грута в фильмах КВМ, сказал, что обсуждал фильм с Вайтити и ему сказали, что в нём появятся Стражи Галактики. В начале апреля Disney перенесла большую часть своих фильмов Четвёртой фазы из-за пандемии COVID-19, перенеся дату выхода «Тора: Любовь и гром» на 18 февраля 2022 года. Подготовка к съёмкам фильма была отложена из-за пандемии, и Вайтити не был уверен, когда производство будет продолжено. В конце месяца Disney перенесла дату выхода на 11 февраля 2022 года. В июле сообщалось, что съёмки должны были начаться в начале 2021 года.

#### Сценарий

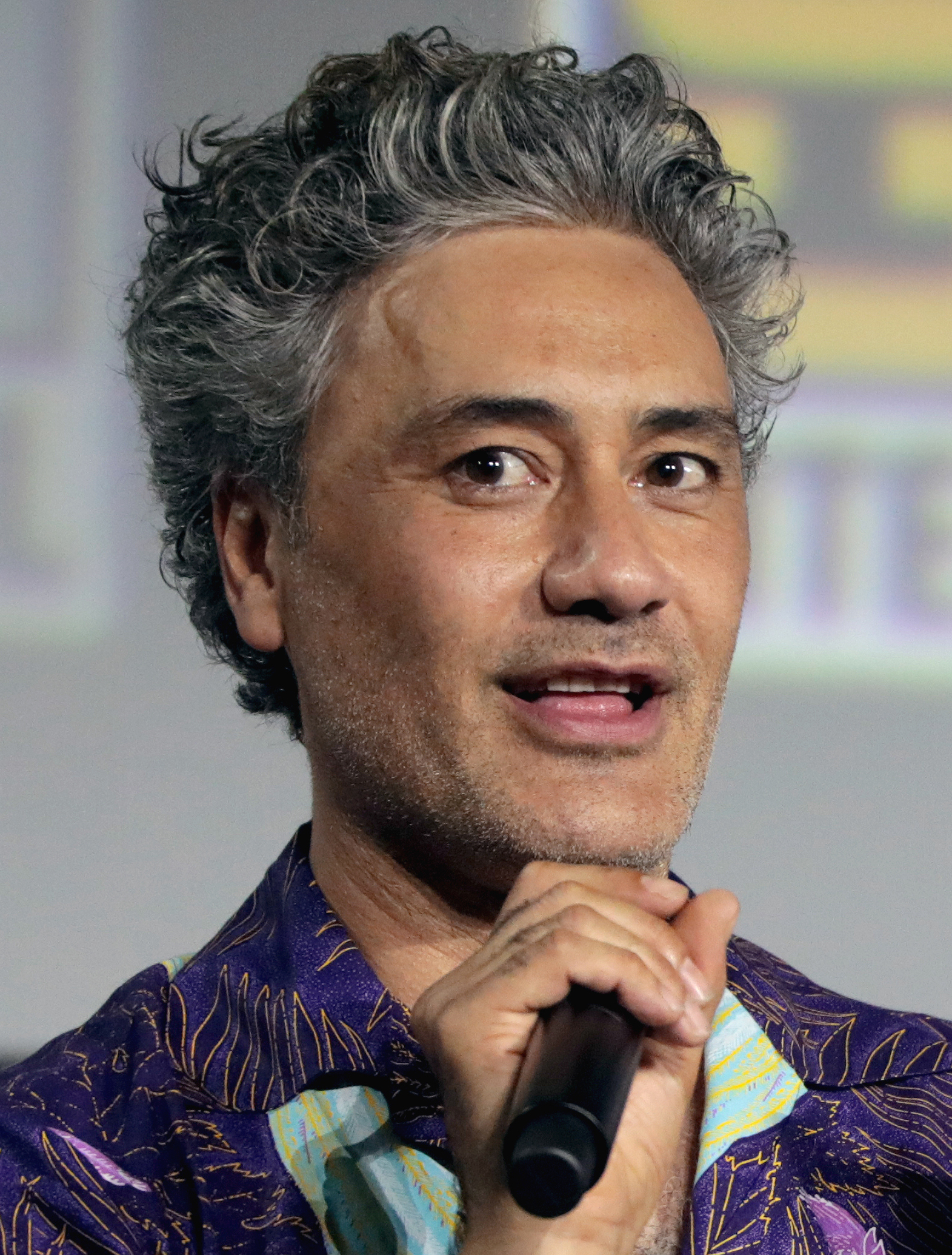
Сценарист и режиссёр Тайка Вайтити на San Diego Comic-Con 2019

После анонса фильма в июле 2019 года Вайтити отметил, что фильм будет адаптировать элементы из комиксов Джейсона Аарона «Могучий Тор», при помощи которых Фостер станет новой версией Тора под названием Могучий Тор. Файги объяснил, что Marvel считает комикс «Могучий Тор» одним из лучших за последнее время, и что Вайтити читал его во время работы над «Рагнарёком». Когда Вайтити решил снять ещё один фильм о Торе, ему захотелось включить Фостер в качестве Могучего Тора. Студия согласилась адаптировать сюжет Аарона и включить в него Портман после обсуждения дальнейшего развития истории с Вайтити. Вайтити сказал, что они вплотную приблизились к арке Фостер из этих комиксов и старались адаптировать лучшие её элементы. Он также объяснил, что то, как Тор, вооружённый Громсекирой, видит, как Мьёльнир возвращается «в чьи-то чужие руки» и «больше ему не принадлежит», могло бы поспособствовать развитию «идеи того, что некто занял его место», что фанаты считали вероятным, но также не верили в это. Э. С. Брэдли, главная сценаристка мультсериала «Что, если…?», предложила идею серии, в которой Фостер стала бы Тором, однако она была отвергнута, поскольку данный концепт уже был использован в «Любви и громе».
В августе сообщалось, что Вайтити закончил работу над сценарием фильма, но позднее в том же месяце он опроверг эту информацию. В октябре, продвигая свой фильм «Кролик Джоджо», Вайтити сказал, что написал первый вариант сценария к фильму, но история будет меняться на протяжении съёмок и монтажа. В тот момент он не был уверен, будет ли фильм включать сюжетную линию, в которой Фостер страдает от рака молочной железы, как это происходит в комиксе «Могучий Тор», отметив, что это была мощная часть из комиксов. Портман позже сказала, что лечение Фостер от рака будет исследовано в фильме. Вайтити отметил, что Marvel до сих пор обсуждала, сколько времени должно пройти между «Финалом» и «Любовью и громом», и что это повлияет на то, останется ли у Тора лишний вес, который был у него в «Финале» и из-за которого персонажа прозвали «Толстым Тором» и «Бро Тором». Вайтити отметил, что он хотел «проводить изменения с Тором. Он так интересен, когда всё время меняется». Действие происходит приблизительно в 2024 году, спустя восемь лет после того, как Тор и Фостер расстались. Вайтити также признал, что фанаты надеялись увидеть роман Валькирии с Кэрол Дэнверс / Капитаном Марвел, но сказал, что он не намерен включать романтические отношения между этой парой в фильм, и что он лучше удивит фанатов, нежели сделает что-то по многочисленным просьбам. В феврале 2020 года Дженнифер Кейтин Робинсон была нанята, чтобы написать сценарий фильма вместе с Вайтити. На постере для театрального релиза в качестве сценариста был указан только Вайтити, а Робинсон была обозначена как автор сюжета совместно с ним. В конечном счёте Гильдия сценаристов США указала как авторов сценария и Вайтити и Робинсон.
«Тор: Любовь и гром» рассказывает о попытках Тора найти себя, которые прерываются возвращением в строй и объединением с Коргом, Валькирией и Фостер с целью помешать Горру Убийце богов уничтожить всех богов. К середине апреля 2020 года было завершено четыре из пяти вариантов сценария, когда Вайтити сказал, что сиквел «был очень сильно перегружен в самом лучшем виде», и что «Рагнарёк» будет похож на «заурядный, очень безопасный фильм», удвоив более сумасшедшие аспекты этого фильма. Он хотел поднять ставку и сделать фильм так, как если бы «10-летние дети говорили нам, что должно быть в фильме, и мы соглашались со всем». Вайтити добавил, что в фильме будет подробно рассказано о кронанской культуре Корга и сообщил, что в фильме появится инопланетная раса Космические Акулы из комиксов. Он также выразил заинтересованность в том, чтобы показать в фильме персонажа Бета Рэй Билла, но сказал: «Я просто сейчас не знаю, всё немного витает в воздухе». В фильме также появляются Фаллигар Бегемот, один из богов, убитых Горром, и магические козлы Тора Тангниостр и Тангриснир, основанные на одноимённых животных из Скандинавской мифологии.
В конце июля Вайтити сказал, что они писали сценарий больше года, и на этой неделе он снова будет работать над ним. Он сказал, что сценарий очень романтичный, и объяснил, что хочет снять романтический фильм, потому что хочет сделать то, чего раньше не делал, охарактеризовав его как историю любви. Позднее он сказал, что фильм «о любви, супергероях и открытом космосе», и что он хотел «принять то, что всегда меня отталкивало, развить идею любви и показать персонажей, которые в неё верят». В октябре того же года Хемсворт сказал, что Вайтити всё ещё пишет сценарий, и выразил своё восхищение по поводу того, что он делает что-то совершенно другое со своим персонажем, как это было в его предыдущих трёх фильмах КВМ. Позже Вайтити описал «Любовь и гром» как «самый безумный фильм, который [он] когда-либо снимал», и объяснил, что каждый элемент фильма был задуман так, чтобы не иметь смысла. Он сказал, что фильм будет сильно отличаться своим «особым вкусом» от «Рагнарёка», который он называл космической оперой 1970-х годов с праздничным, торжественным настроем. Он считал этот фильм приключением 1980-х годов и вдохновлялся постерами к таким фильмам, как «Конан-варвар» (1982) и «Повелитель зверей» (1982), а также рисунками на микроавтобусах, которые он видел на пляже в Венисе; работы Джека Кирби и обложки «старых» романтических произведений издательства Mills & Boon также служили источниками вдохновения. Он назвал фильм не серьёзным и драматичным, но исследующим такие темы, как любовь, потеря и «своё место в этом мире», и заставляющим персонажей спрашивать себя: «Каково твоё предназначение? По какой причине ты герой и что тебе делать с этими способностями?»
Джеймс Ганн, сценарист и режиссёр трёх фильмов про Стражей Галактики, советовался по поводу того, как персонажи Стражей использовались в «Любви и громе», причём Ганн и Вайтити обсуждали, куда шли персонажи до того, как Вайтити начал писать сценарий/ Вайтити читал сценарий Ганна к фильму «Стражи Галактики. Часть 3» (2023), действие которого происходит после «Любви и грома», а затем Ганн прочитал сценарий Вайтити к «Любви и грому» и поделился своими мыслями, попросив сделать несколько правок. В январе 2021 года Ганн заявил, что Стражи находятся в надёжных руках у Вайтити, а после похвалил его работу над сценарием. Крис Прэтт сказал, что «Любовь и гром» продолжит историю соперничества между лидером Стражей Питером Квиллом / Звёздным Лордом и Тором, начатую в «Войне бесконечности» и «Финале», в то время как Карен Гиллан сказала, что Вайтити освободил «сумасшедшую сторону» Небулы, показав её «агрессию в чистом виде».

### Подготовка
Пре-продакшн картины начался в Австралии в октябре 2020 года. Месяц спустя стало известно, что Крис Прэтт сыграет лидера Стражей Галактики Питера Квилла / Звёздного Лорда в фильме. Учитывая природу актёрского состава, инсайдеры индустрии описали фильм так, как будто это «Мстители 5». В декабре Файги сообщил, что выход фильма снова отложен до 6 мая 2022 года, и объявил, что Бейл сыграет Горра Убийцу богов в фильме. Ещё до начала съёмок также стало известно, что Джейми Александр вновь исполнит роль Сиф из первых двух фильмов о Торе, и что вернутся другие члены и союзники Стражей Галактики: Пом Клементьефф в роли Мантис, Дэйв Батиста в роли Дракса Разрушителя, Карен Гиллан в роли Небулы и Шон Ганн в роли Краглина Обфонтери; Ганн также ранее был дублёром члена Стражей Ракеты на съёмочной площадке. Также должен был появиться Мэтт Деймон, который ранее исполнял роль актёра, игравшего Локи в «Рагнарёке». Он получил специальное разрешение на въезд в Австралию, несмотря на строгие ограничения на поездки в страну во время пандемии, поскольку «Любовь и гром» обеспечивал работой австралийцев. Это вызвало критику, поскольку это было воспринято как то, что Деймон, путешествовавший со своей семьёй, получил льготный режим для въезда, когда многие австралийские граждане за границей не смогли вернуться в страну. Сэм Нилл, который появился вместе с Деймоном в «Рагнарёке» в роли актёра, игравшего Одина, сказал, что есть неплохой шанс, что он тоже будет сниматься в фильме, если он сможет путешествовать из Новой Зеландии в Австралию во время пандемии.

### Съёмки
Съёмки картины начались 26 января 2021 года на киностудии Fox Studios Australia в Сиднее под рабочим названием «Большой салат». Барри «Баз» Идойн стал оператором после совместной работы с Вайтити над сериалом Disney+ по «Звёздным войнам» «Мандалорец». Съёмки были отложены с первоначальной даты начала в августе 2020 года из-за пандемии COVID-19. Industrial Light & Magic предоставила ту же технологию виртуальной рирпроекции StageCraft, которая использовалась в сериале «Мандалорец», где Вайтити был режиссёром одного эпизода; эта технология позволяет создать собственное объёмное пространство на студии Fox Studios Australia. Пространство имеет больше светодиодных панелей и предлагает более высокое разрешение, чем оригинальное, которое было создано для «Мандалорца». Вайтити также использовал технологию PlateLight от Satellite Lab (ранее использовав их технологию Dynamiclight в «Рагнарёке»), которая представляет собой специальную установку для одновременной съёмки нескольких установок освещения в одном кадре с высокой частотой кадров, что позволяет ему выбирать, какое освещение он хотел бы настроить во время пост-продакшна. Вайтити верил, что может снять «Любовь и гром» более эффектно, чем «Рагнарёк», поскольку у него уже был опыт работы над фильмом Marvel Studios.
Съёмки проходили в Сентенниал Парке в Сиднее в начале февраля, а вскоре после этого Клементьефф, Гиллан, Батиста и Прэтт закончили сниматься в своих сценах. В начале марта фотографии со съёмок показали, что Деймон и Нилл вновь исполняют роли асгардских актёров, которые исполняли роли Локи и Одина, и что Люк Хемсворт также играет актёра, играющего Тора, также из «Рагнарёка». Также было показано, что Мелисса Маккарти играет актрису, играющую Хелу, и что её муж Бен Фальконе также получил роль в фильме, и актёры воспроизводили сцены из «Рагнарёка». Деймон снимался в своей роли в течение двух дней. К концу месяца Александр завершила сниматься в своих сценах, и также стало известно, что Голдблюм вернулся к роли Грандмастера, и что Рассел Кроу получил роль, которая была описана как «забавное камео». В апреле 2021 года Кроу закончил сниматься в своих сценах и сообщил, что он исполнит роль Зевса в фильме. В начале мая Вайтити сказал, что до окончания съёмок осталось четыре недели, в то время как Идойн заявил, что он работает над фильмом и продолжит делать это до конца 2021 года. Съёмки завершились 1 июня 2021 года, к этому моменту Нилл сообщил, что певица Дженни Моррис появится в фильме. Сцены с Голдблюмом и Питером Динклэйджем, который должен был повторить свою роль Эйтри из фильма «Мстители: Война бесконечности» (2018), были вырезаны из театральной версии, как и сцены с участием Лины Хиди, которая ранее получила роль в фильме.

### Пост-продакшн
В начале июня 2021 года Вайтити подтвердил, что пост-продакшн фильма будет завершён к февралю 2022 года. Позже в том же месяце было подтверждено, что Дизель вновь исполнит роль Грута в фильме. В октябре 2021 года дата выхода фильма была перенесена на 8 июля 2022 года, а также стало известно о появлении Саймона Расселла Била. Дополнительные съёмки состоялись в начале 2022 года. По состоянию на март планировалось, что пересъёмки займут «ещё несколько недель». Дальнейшие пересъёмки с участием Бейла начались 18 марта. После выхода тизер-трейлера в апреле Брэдли Купер заявил о своём возвращении к озвучке Ракеты, а в следующем месяце стало известно, что Акосия Сабет исполнила роль богини Баст. После появления в сцене после титров Бретта Голдстина в роли Геракла Вайтити сказал в июле 2022 года, что «Кевин [Файги] очень хотел видеть его» в этой роли.
Визуальными эффектами для фильма занимались студии Weta FX, Rising Sun Pictures, Framestore, Industrial Light & Magic, Method Studios, Luma Pictures, Raynault FX, Base FX, EDI Effetti Digitali Italiani, Mammal Studios, Fin Design + Effects и Cinesite. Монтажёрами выступили Мэттью Шмидт, Питер С. Эллиот, Тим Рош и Дженнифер Веккьярелло.

## Музыка
В декабре 2021 года Майкл Джаккино подтвердил, что станет композитором фильма; ранее он писал музыку для «Доктора Стрэнджа» и трилогии КВМ о Человеке-пауке, а также для предыдущего фильма Вайтити «Кролик Джоджо» (2019). Альбом саундтреков, включающий в себя оригинальные темы Джаккино, а также музыку, написанную Джаккино и Нами Мелумад, был выпущен лейблами Hollywood Records и Marvel Music 6 июля 2022 года. Сингл «Mama’s Got a Brand New Hammer», заглавная сюита фильма, вышел 30 июня.
Вайтити хотел, чтобы музыка отражала эстетику фильма и его «напыщенную, шумную, цветастую палитру». В фильме звучит песня «Sweet Child o’ Mine» группы Guns N’ Roses, одной из любимых групп Вайтити, которая по его словам помогает «передать ощущение безумного приключения, [визуально] показанного на экране»; песня также использовалась в рекламной кампании фильма. В фильме звучит песня «Rainbow in the Dark» группы Dio, согласно заявлению Венди Дио, вдовы участника группы Ронни Джеймса Дио.

## Маркетинг
Наборы Lego и Hasbro по фильму были представлены в феврале 2022 года, а дополнительные наборы Lego и фигурки Funko Pops — в апреле. Тизер-трейлер ленты вышел 18 апреля. Эксперты обсудили концовку тизера, где Джейн Фостер, персонаж Портман, впервые появилась в костюме Могучего Тора, держа в руках восстановленный молот Мьёльнир. Марко Вито Оддо из издания «Collider» и Райан Паркер из «The Hollywood Reporter» отметили использование в ролике песни «Sweet Child o’ Mine» группы Guns N’ Roses, что, по мнению Оддо, указывает на «сохранение режиссёром эстетики хард-рока, которая помогла „Рагнарёку“ добиться огромного успеха», в то время как Паркер назвал ролик «ярким, стильным, весёлым трейлером, задающим тон фильма в луших традициях Тайки Вайтити». Джастин Харп из «Digital Spy» посчитал, что юмор предыдущей части «явно возродился и в этом фильме», а Том Пауэр из «TechRadar» назвал трейлер «пиршеством супергеройского глэм-рока, играющим на эмоциях» и сказал, что в ролике содержатся интригующие кадры, и монтажёры проделали достойную работу. Дэниел Чин и Софи Бутчер, обозреватели изданий «The Ringer» «Empire» соответственно, обратили внимание на то, что трейлер сфокусирован на самопознании Тора, а также на нехватку кадров с Кристианом Бейлом в роли Горра. Чин заявил, что трейлер «посвящён наверстыванию Тором упущенного в процессе обретения себя», и был взволнован появлением Портман в роли Фостер. Он почувствовал, что трейлер «отдалил нас от того Тора, которого мы видели десятилетие назад, в то время как франшиза превратилась в полноценную космическую комедию». Бутчер посчитала, что самоанализ из трейлера не удивляет, поскольку события фильма происходят после «Финала», и сказала, что трейлер был коротким, но захватывающим. В первые сутки тизер набрал 209 млн просмотров, что стало 7-м показателем в истории.
Второй трейлер вышел 23 мая 2022 года, во время четвёртой игры финала Восточной конференции НБА. Многие комментаторы обратили внимание на появление в трейлере Кристиана Бейла в роли Горра Убийцы богов. Эрик Франциско из «Inverse» заметил схожий с «Рагнарёком» комедийный тон, параллельно которому представлено «немного мрачности» в связи с появлением Горра. Он сказал, что Бейл воплотил «абсолютно ужасающий образ Горра Убийцы богов на экране», добавив также о готовности Хемсворта уступить мантию Тора Портман. Дженнифер Олетт из «Ars Technica» сказала, что сцены с Горром представлены в иной цветовой палитре, которой присущи «преимущественно серые оттенки», что, по её мнению, создаёт «наиболее сильный» контраст с другими персонажами. Зак Симейер из «Entertainment Tonight» почувствовал, что трейлер «даёт фанатам то, чего они так ждали от маленьких отрывков важных моментов из апрельского тизера», обращая внимание на Портман в образе Могучего Тора, Тора, «соответствующего титулу „Космического викинга“», и кадры с Горром. Аналогично, Сэм Барсанти и Уильям Хьюз из издания «The A.V. Club» также обратили внимание на Торов Портман и Хемсворта, появление Горра, а также на прочие комедийные элементы, такие как обнажённый Тор после своего раскрытия Зевсом Рассела Кроу. Скотт Мендельсон из «Forbes» назвал ролик «настоящим трейлером» по сравнению с тизером и заметил схожие элементы с франшизой «Властелины вселенной». Он предположил, что Тор и Фостер будут «тосковать» друг по другу, поскольку с момента их первой встречи прошло 11 лет, и назвал это «немного грустным». Он также заметил, как сцены с Горром играют с цветами и контрастами, и «взаимодействие» между Фостер и Валькирией. Кадры из фильма также были показаны на презентации во время CineEurope.
Сеть косметических магазинов Ulta Beauty сотрудничает с Marvel Studios, создавая средства для макияжа на основе фильма. 9 июля 2022 года Вайтити и Томпсон появились в выпуске передачи «Скандальные сцены» журнала «Vanity Fair», чтобы проанализировать сцену под названием «Попробуй радугу». Видео было встречено критикой из-за того, что Вайтити и Томпсон, по мнению зрителей, «насмехаются» над визуальными эффектами, и в тот же день множество художников, работавших над спецэффектами для фильмов Marvel, заявили, что студия «недоплачивает» им и «загружает работой».

## Прокат

### Кинотеатральный прокат
Мировая премьера фильма «Тор: Любовь и гром» состоялась 23 июня 2022 года в театре «Эль-Капитан» в Голливуде. Картина вышла в прокат в Великобритании, Ирландии и Новой Зеландии 7 июля 2022 года, а в США — 8 июля в форматах 4DX, RealD 3D, IMAX, ScreenX и Dolby Cinema. Изначально фильм должен был выйти 5 ноября 2021 года, но ленту перенесли на 18 февраля 2022 года из-за пандемии COVID-19, а затем на неделю раньше после того, как кинокомикс «Доктор Стрэндж: В мультивселенной безумия» переместили с ноября 2021 года на март 2022 года. Потом фильм перенесли на май 2022 года, а в итоге — на июль 2022 года. Фильм является частью Четвёртой фазы КВM. В июле 2022 года в театре «Эль-Капитан» прошли два специальных показа фильма для людей с тяжёлыми проблемами со здоровьем.

#### В России и СНГ
Премьера фильма в России должна была состояться 7 июля 2022 года. Однако 28 февраля 2022 года компания Disney выпустила специальное заявление:
В заявлении не были оговорены сроки данного запрета, а также судьба предстоящих фильмов, дистрибьютором которых выступит Disney, например, «Любви и грома». Тем не менее, в ряде стран СНГ фильм вышел в указанную дату в официальном русском дубляже. В отличие от фильма «Доктор Стрэндж: В мультивселенной безумия», дубляж которого был записан на российской студии при участии актёров из России, в данном случае работа велась в Казахстане с местными актёрами озвучивания. Исключением стал Иван Жарков, озвучивший Тора.
После выхода первого трейлера в казахстанском дубляже российский актёр озвучивания Дмитрий Череватенко раскритиковал ролик за «растянутые гласные буквы, неправильную интонацию» и сведение звука, но в то же время похвалил озвучку персонажа Горра. Череватенко заявил, что «это, к сожалению, даже близко не сравнимо с русским дубляжом». Однако уже после выхода фильма в казахстанском дубляже Череватенко похвалил коллег из Казахстана в своём Telegram-канале, заявив, что «получился отличный дубляж». Также он «разобрал» качество дубляжа на своём YouTube-канале.

#### Отмена проката в Малайзии и других азиатских странах
Фильм не вышел в прокат в Малайзии, Брунее, Кувейте и Бахрейне. Издание «Variety» посчитало причиной отказ Disney вносить изменения в финальный монтаж фильма по требованию Малайзийского комитета цензуры фильмов. Правительство Малайзии подтвердило, что фильм не выйдет в стране из-за ЛГБТ-элементов, в удалении которых было отказано.

### Релиз на носителях
«Тор: Любовь и гром» вышел на Disney+ 8 сентября 2022 года, в день, известный как День Disney+.

## Реакция

### Кассовые сборы
По состоянию на сентябрь 2022 года «Тор: Любовь и гром» собрал $343,1 млн в США и Канаде и $415,7 млн других территориях, в общей сумме собрав $760,9 млн по всему миру. Фильм стал 8-м самым кассовым фильмом 2022 года.
Согласно прогнозам, в США и Канаде фильм должен был собрать $140–167 млн в свой дебютный уик-энд, а в общей сложности сборы на родине составят $345–420 млн. Фильм собрал $69,5 млн в свой первый день, включая $29 млн, заработанные с предварительных показов в четверг. Это второй самый успешный первый день и превью-вечер 2022 года после фильма «Доктор Стрэндж: В мультивселенной безумия», а также пятый самый успешный старт для фильмов КВМ в принципе. В первые выходные было заработано $143 млн — это наивысший стартовый показатель среди фильмов о Торе, двенадцатый среди фильмов КВМ и третий самый крупный в 2022 году после фильмов «В мультивселенной безумия» ($187,4 млн) и «Мир юрского периода: Господство» ($145 млн). Более $13,8 млн от всей суммы было выручено с показов в IMAX, что сделало его пятым самым прибыльным июльским дебютом для формата. «Любовь и гром» также стал шестым фильмом в период пандемии, который в дебюнтый уик-энд в кинотеатрах посмотрели более 10 млн человек.
За пределами США и Канады в дебютный день «Любовь и гром» собрал $15,7 млн, что на 39 % выше дебютных цифр фильма «Тор: Рагнарёк» (2017).

### Отзывы критиков
На сайте-агрегаторе рецензий Rotten Tomatoes фильм имеет рейтинг 67 % со средней оценкой 6,5 из 10 на основе 391 отзыва. Консенсус сайта гласит: «В некотором смысле „Тор: Любовь и гром“ ощущается как ремейк „Рагнарёка“ — но в общем и целом, фильм предлагает быстротечное веселье и служит отличным дополнением к КВМ». На Metacritic фильму присвоены 57 баллов из 100 возможных на основе 64 рецензий, что соответствует статусу «смешанные или средние отзывы». Зрители, опрошенные для CinemaScore, дали фильму среднюю оценку «B+» по шкале от A+ до F. PostTrak сообщил, что 77 % зрителей дали фильму положительную оценку, при этом 63 % сказали, что они определённо рекомендовали бы его к просмотру.

### Награды и номинации
Фильм номинирован на 47-ю премию «Сатурн» в нескольких категориях, таких как «Лучший супергеройский фильм», «Лучшие костюмы» для Майес К. Рубео и «Лучший грим» для Маттео Сильви и Адама Джохансена.

## Документальный спецвыпуск
В феврале 2021 года был анонсирован документальный сериал «Marvel Studios: Общий сбор». Спецвыпуск из этой серии, получивший название «Общий сбор: Создание фильма „Тор: Любовь и гром“», вышел на Disney+ 8 сентября 2022 года, в День Disney+.

## Комментарии
1. ↑  Тор присоединился к Стражам после событий фильма «Мстители: Финал» (2019).
2. ↑  Мьёльнир был уничтожен во время событий фильма «Тор: Рагнарёк» (2017).